# Romagny-sous-Rougemont
Romagny-sous-Rougemont là một làng và xã tại tỉnh Territoire de Belfort, vùng Franche-Comté, Pháp.

## Thông tin nhân khẩu
Theo điều tra nhân khẩu năm 1999, xã này có dân số 199.
The estimation for 2006 was 215.